# Гай Аниций Цериал
Гай Аниций Цериал (на латински: Gaius Anicius Cerialis; † 66) e политик и сенатор на Римската империя през 1 век.
През 40 г. Цериал е обвинен в заговор против император Калигула заедно с доведения си син Секст Папиний, Бетилиен Бас, квестор и син на прокуратор и с друг сенатор. Той издава заговора и така се спасява.
През юли/август 65 г. по времето на император Нерон Цериал става суфектконсул заедно с Гай Помпоний Пий. Тази година след Пизонския заговор той дава в сената предложението да се построи за божествения Нерон един храм за сметка на обществото. Малко по-късно Цериал е обвинен от Аней Мела, брат на Сенека, и се самоубива през 66 г.